# Christian Gräff

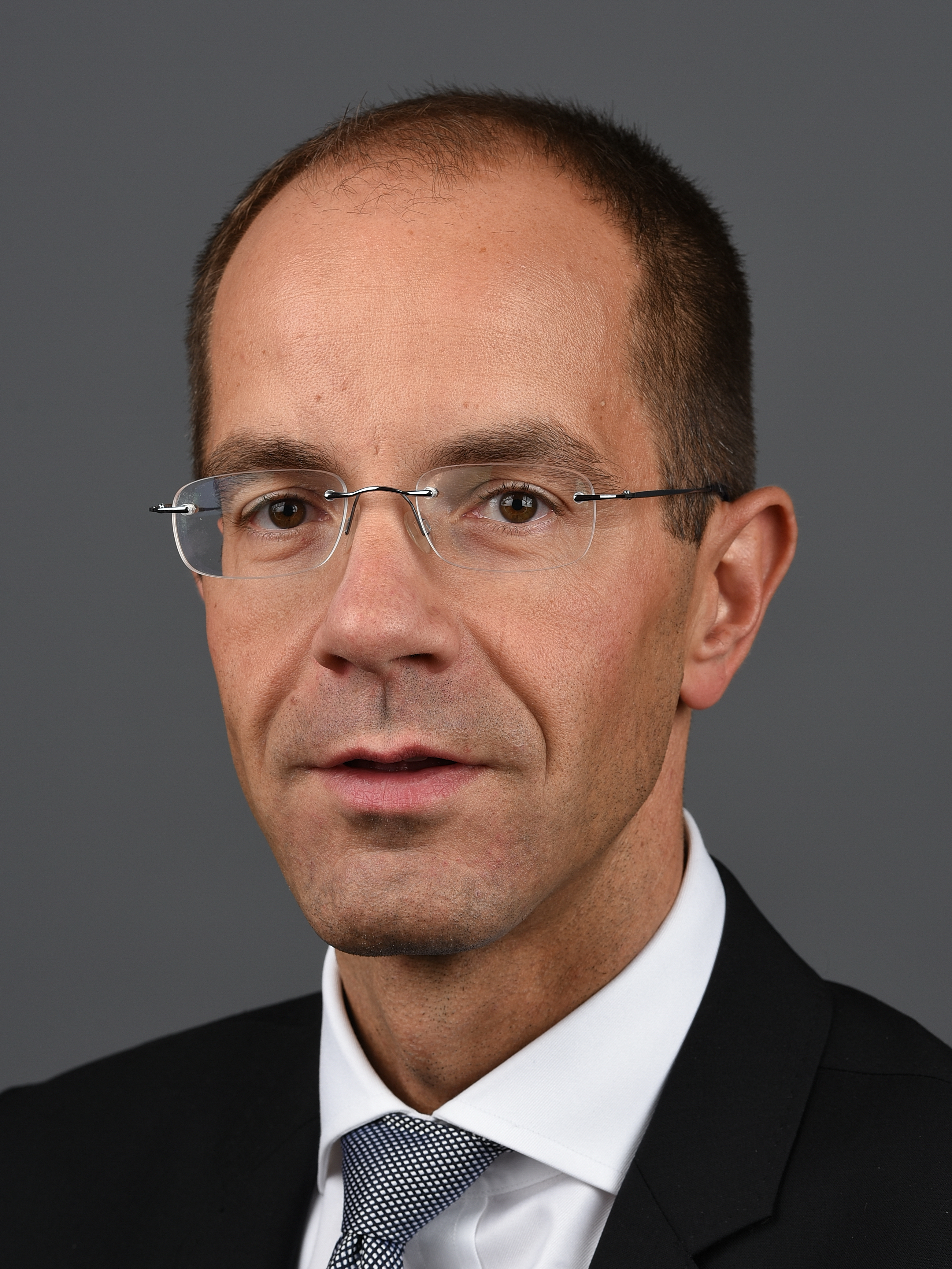
Christian Gräff, 2017

Christian Gräff (* 13. August 1978 in Ost-Berlin) ist ein deutscher Politiker (CDU) und Unternehmer. Er war von 2006 bis 2016 Bezirksstadtrat im Berliner Bezirk Marzahn-Hellersdorf. Seit 2016 ist er Mitglied des Abgeordnetenhauses von Berlin, dem er bereits von 1999 bis 2001 und kurzzeitig in den Jahren 2006 und 2011 angehörte. Zudem ist er Landesvorsitzender der Mittelstands- und Wirtschaftsunion der CDU/CSU in Berlin.

## Leben
Christian Gräff besuchte von 1985 bis 1991 die POS Kurt Tucholsky in Berlin-Pankow, von 1991 bis 1993 die Janusz-Korczak-Schule und von 1993 bis 1995 das Gottfried-Keller-Gymnasium, das er mit der Mittleren Reife beendete. Im Anschluss absolvierte er von 1995 bis 1998 eine Ausbildung zum Kaufmann im Einzelhandel. Es folgte eine Anstellung zum Prokuristen und später Geschäftsführer eines Einzelhandelsunternehmens in den Jahren 1998 bis 2004. Während dieser Zeit leistete er 2002 seinen Zivildienst im Unfallkrankenhaus Berlin-Marzahn ab. Von 2004 bis 2006 war er als selbstständiger Kaufmann tätig, nach seiner Wahl im Jahr 2016 in das Abgeordnetenhaus von Berlin ist er seit dem Jahr 2017 wieder unternehmerisch tätig.
Seit 2020 hat Gräff das Projekt „Haus der Zukunft am ukb“ sowie dessen Betreiberverein aufgebaut und leitet den Verein für ein selbstbestimmtes Leben als ehrenamtlicher Geschäftsführer.
Er ist Teil der Geschäftsführung von der LaCaire GmbH, die sich mit der Implementierung altersgerechter Wohnraumkonzepte befasst.
Im Januar 2025 wurde Gräff Vater eines Sohnes.

## Politik

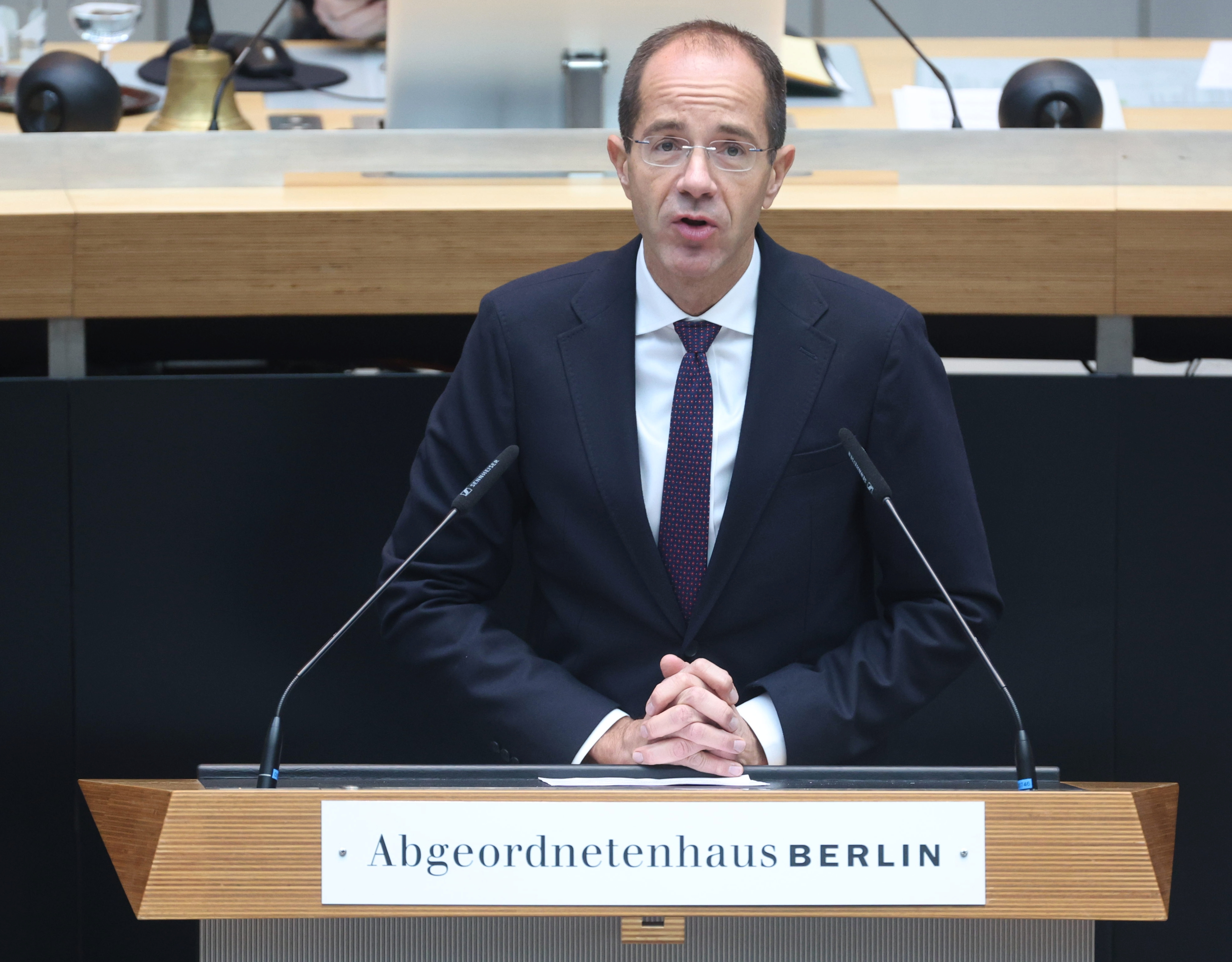
Christian Gräff im Abgeordnetenhaus von Berlin (2024)

Christian Gräff trat 1995 der CDU bei und war von 2000 bis 2003 und dann wieder ab 2005 stellvertretender Vorsitzender des Kreisverbandes Marzahn-Hellersdorf. Zudem gehörte er von 2002 bis 2009 dem Berliner Landesvorstand der CDU an. Seit 2007 ist er Ortsvorsitzender der CDU Berlin-Biesdorf.
Christian Gräff saß erstmals von 1999 bis 2001 und für kurze Zeit 2006 als Mitglied im Abgeordnetenhaus von Berlin. Im Parlament war er Mitglied im Hauptausschuss sowie im Ausschuss für Gesundheit, Umwelt und Verbraucherschutz. Christian Gräff schied am 30. November 2006 aus dem Parlament aus, für ihn rückte Carsten Wilke nach. Christian Gräff wurde danach Bezirksstadtrat für Wirtschaft und Tiefbau, Bürgerdienste und öffentliche Ordnung im Bezirksamt Marzahn-Hellersdorf. 2011 wurde er über die Bezirksliste Marzahn-Hellersdorf erneut in das Abgeordnetenhaus von Berlin gewählt. Mit der erneuten Wahl zum Stadtrat schied er am 1. November 2011 aus dem Abgeordnetenhaus aus und war bis 2016 als Bezirksstadtrat für die Bereiche Wirtschaft und Stadtentwicklung im Bezirk Marzahn-Hellersdorf verantwortlich.
Bei den Wahlen zum Abgeordnetenhaus von Berlin im Jahr 2016 gewann Gräff im Wahlkreis Marzahn-Hellersdorf 4 mit 26,0 Prozent der Erststimmen das Direktmandat für die CDU und hat damit eines von nur zwei Direktmandaten für die CDU im östlichen Teil Berlins errungen. Er wurde Sprecher für Wirtschaftspolitik und gleichzeitig für die Themen Bauen und Wohnen der CDU-Fraktion im Abgeordnetenhaus von Berlin. Im Jahr 2018 wurde der zudem Obmann der CDU-Fraktion im 2. Untersuchungsausschuss des Berliner Parlaments zum Flughafen BER. Außerdem ist er Landesvorsitzender der Mittelstands- und Wirtschaftsunion der CDU/CSU in Berlin. Er ist Mitglied der Europa-Union Berlin (EUB) und Gründungsmitglied der überfraktionellen EUB-Parlamentariergruppe im Abgeordnetenhaus.
Gräff kandidierte im Jahr 2021 erneut für das Abgeordnetenhaus von Berlin und konnte den Wahlkreis Marzahn-Hellersdorf 4 mit 35,5 % der Erststimmen gewinnen. Damit erzielte er das beste Ergebnis für die CDU im Ostteil Berlins und das viertstärkste Ergebnisse der CDU in ganz Berlin.
Vom 21. Januar 2022 bis zur Wiederholungswahl 2023 war Christian Gräff Vorsitzender des Ausschusses für Gesundheit, Pflege und Gleichstellung im Abgeordnetenhaus von Berlin gewählt. Bei der Wiederholungswahl 2023 konnte er seinen Sitz im Abgeordnetenhaus mit einem Stimmenanteil von 42,9 % verteidigen. Seitdem ist er Sprecher für Bauen und Stadtentwicklung sowie Wirtschaft und Energie der CDU Fraktion im Berliner Abgeordnetenhaus.
Mitte August erklärte Gräff, dass er zum 30. September 2025 sein Mandat im Abgeordnetenhaus niederlegen wolle. Für ihn wird Johannes Martin nachrücken.

## Politische Positionen
Christian Gräff engagiert sich für eine schnelle Realisierung der so genannten TVO, die die nördlichen Industriegebiete des Bezirks Marzahn-Hellersdorf an den Flughafen BER anbinden soll.
Außerdem setzte sich Gräff für die Entwicklung des CleanTech Business Park ein, dem größten freien Industriegebiet innerhalb Berlins.
Gräff lehnte den Berliner Mietendeckel ab. Er hat wesentlich am „Masterplan Wohnen“ der CDU Berlin und der wirtschaftspolitischen Ausrichtung der CDU Berlin (Berlin-Vision 2030) mitgewirkt.
In der Debatte um Hartz IV in der ersten Jahreshälfte 2018 empfahl die Mittelstands- und Wirtschaftsvereinigung der Berliner CDU, dessen Vorsitzender er ist, das Arbeitslosengeld II für alle Arbeitsfähigen unter 50 Jahren ersatzlos zu streichen, wenn diese Stellenangebote ablehnen, was möglicherweise nicht verfassungskonform ist.

## Ämter (Auswahl)
- Mitglied des Abgeordnetenhauses von Berlin
- Landesvorsitzender der Mittelstands- und Wirtschaftsunion der CDU in Berlin[7]
- Präsidium des Handelsverbandes Berlin-Brandenburg e. V.[20]
- Vizepräsident Berlin-Brandenburg Energy Network e. V.[21]
- 2019–2020: Präsident des Verbandes der Deutschen Grundstücksnutzer – VDGN e. V.[22][23]